# Franz Xaver Statz
Franz Xaver Statz auch Franz Xavier Statz (* 22. Juli 1814 in Kerpen; † 17. Dezember 1889 in Aachen) war ein deutscher Jurist und Politiker.

## Leben
Nach dem Besuch des Gymnasiums in Bonn studierte Franz Xaver Statz an der Rheinischen Friedrich-Wilhelms-Universität Rechts- und Kameralwissenschaften. 1833 wurde er Mitglied des Corps Rhenania Bonn. Nach dem Studium ließ er sich in Aachen als Advokatanwalt nieder. Später erhielt er den Charakter als Justizrat. Er war Aachener Stadtverordneter und Mitglied des Preußischen Abgeordnetenhauses. Er war Mitglied des Vorstands der rheinischen Anwaltskammer.